# 볼프강 슈타르크
볼프강 슈타르크(독일어: Wolfgang Stark, 1969년 11월 20일 ~ )는 독일의 축구 심판으로, 은행원을 겸하고 있다.
그는 1999년에 국제 축구 연맹으로부터 국제 심판 자격을 취득했으며, UEFA 챔피언스리그와 UEFA 유럽 축구 선수권 대회 예선, FIFA 월드컵에서 주심을 맡아왔다. 그는 2007년 FIFA U-20 월드컵에서 칠레와 아르헨티나의 준결승전 경기 등 다섯 경기의 주심을 맡았으나 편파 판정 논란에 휩싸이기도 했다.
그는 칠레와 아르헨티나의 준결승전 경기에서 "심판으로서 경기의 자제력을 잃었다"라고 비판을 받았다. 특히 칠레 팀에게 7장의 옐로 카드, 2장의 레드 카드를 부여하는 한편 53개의 파울 가운데 30개를 칠레가 범했다고 선언했다.
경기가 끝난 이후 심판진들은 칠레 선수들로부터 거친 항의를 받았고, 토론토 경찰은 난투극으로 번지지 않게 하려고 노력했다. 특히 그는 관중들과 칠레 선수들로부터 공격의 대상이 되는 것을 막기 위해 경찰들의 호위를 받으면서 탈의실로 향했다. 분노한 칠레 선수들은 경기가 끝난 이후에도 경기장 밖에서 고춧가루를 뿌리는 등 충돌을 빚었고 선수들은 경기장 안에서 경찰들에게 구금되었다가 몇 시간 후에 풀려났다.
그는 2008년 하계 올림픽 축구에서 코트디부아르와 아르헨티나, 나이지리아와 미국의 조별 예선 두 경기의 주심을 맡았으며, 2010년 FIFA 월드컵에서 아르헨티나와 나이지리아, 슬로베니아와 잉글랜드의 조별 예선 두 경기, 우루과이와 대한민국의 16강전 경기의 주심을 맡기도 하였다. 우루과이와 대한민국의 경기에서 느슨한 판정을 내려 우루과이와 대한민국의 언론들로부터 구설수에 올랐다.

## 주요 활동 경력
- 2007년 FIFA U-20 월드컵: 스페인과 우루과이, 코스타리카와 일본, 포르투갈과 감비아의 조별 예선 세 경기, 잠비아와 나이지리아의 16강전 경기, 칠레와 아르헨티나의 준결승전 경기
- 2008년 하계 올림픽 축구: 코트디부아르와 아르헨티나, 나이지리아와 미국의 조별 예선 두 경기
- UEFA 챔피언스리그 2008-09: 맨체스터 유나이티드와 비야레알, 유벤투스와 레알 마드리드, 마르세유와 아틀레티코 마드리드의 조별 예선 세 경기, 리옹과 바르셀로나의 16강 1차전 경기, 맨체스터 유나이티드와 인테르나치오날레의 16강 2차전 경기, 아스널과 비야레알의 8강 2차전 경기, 바르셀로나와 첼시의 준결승 2차전 경기
- 2010년 FIFA 월드컵: 아르헨티나와 나이지리아, 슬로베니아와 잉글랜드의 조별 예선 두 경기, 우루과이와 대한민국의 16강전 경기